# Ovis longipes palaeoaegyptiacus

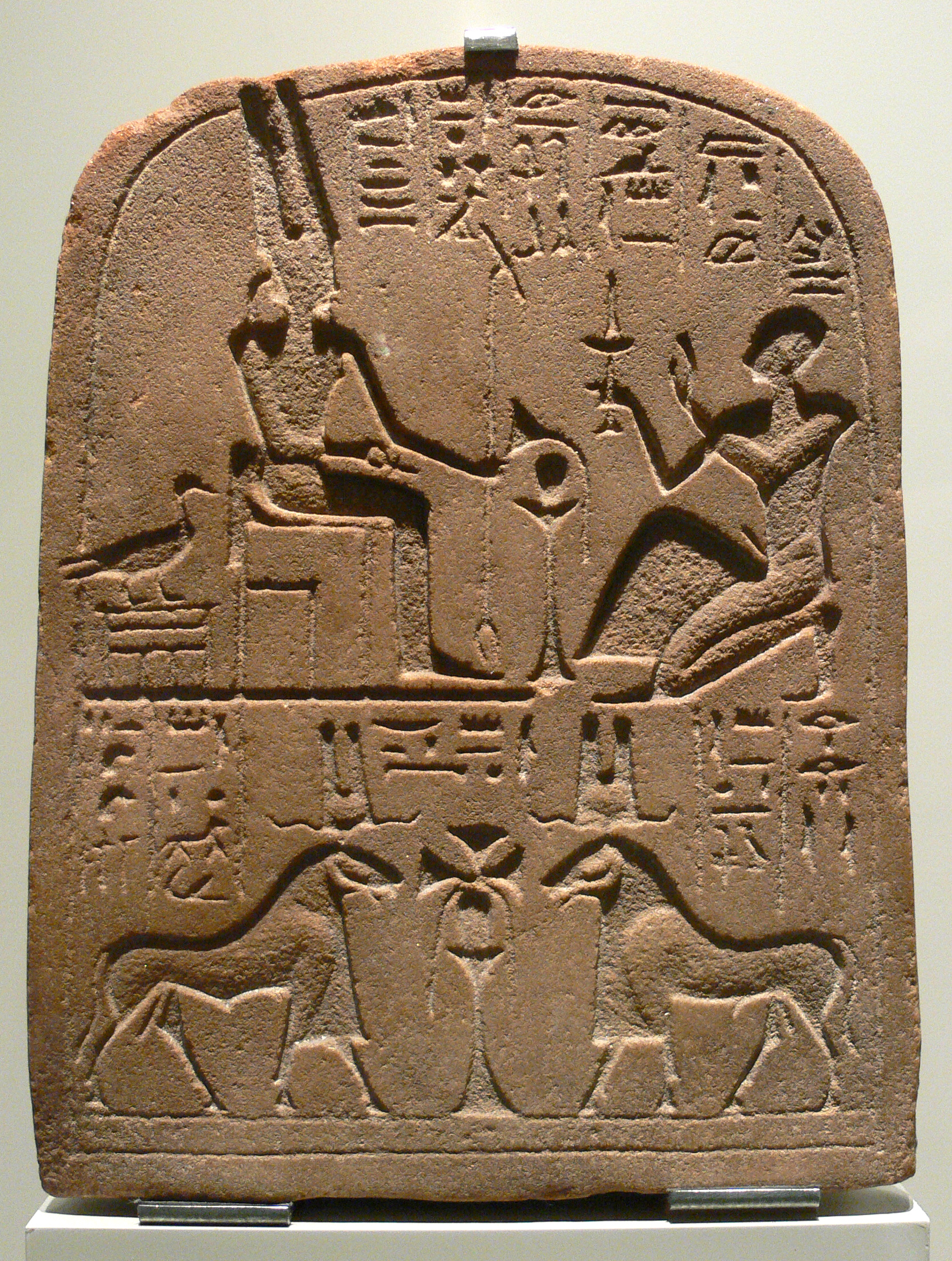
Raffigurazione della divinità Amon sotto le spoglie di uomo, di oca e come pecora "Ovis longipes paleoaegyptiacus"

Ovis longipes paleo-aegyptiacus è un tipo di pecora selvatica estinta che si trovava nell'Antico Egitto meridionale e nella Nubia. Gli ovacaprini erano addomesticati e spesso raffigurati sui murales delle tombe in pietra dei faraoni per scopi religiosi o estetici. Ovis longipes paleo-aegyptiacus era una delle due pecore addomesticate più comunemente utilizzate sui rilievi delle prime tombe faraoniche principalmente a causa delle sue uniche corna a spirale che uscivano dai lati del cranio. Una forma simile della pecora chiamata Ovis platyura aegyptiaca aveva le corna che si sviluppavano verso il basso e si arricciavano in avanti.
In seguito, queste due varianti di pecora giunsero ad assumere un importante significato religioso oltre che domestico. Erodoto racconta che i primi egizi non indossavano la lana, ma alcuni studiosi sostengono che fosse destinata solo ai sacerdoti e che ci sono prove archeologiche, incluso il corpo di un uomo avvolto in un tessuto di lana risalente alla prima dinastia in una sepoltura ad al-Helwan, che delinea questo punto. L'uso di questa pecora è unico anche nella rappresentazione egizia delle loro prime divinità. In effetti, "la rappresentazione standard degli dei egizi fu sviluppata per la prima volta e, naturalmente, le divinità dalla testa di ariete avevano le corna dell'allora prevalente Ovis longipes paleoaegyptiacus e le mantennero anche molto tempo dopo che la pecora stessa si era estinta".